# Cesare Piva
Cesare Piva (Carpenedo, 19 ottobre 1907 – Pljevlja, 5 dicembre 1943) è stato un militare e partigiano italiano.

## Biografia
Maggiore degli Alpini, al momento dell'Armistizio di Cassibile era Sottocapo di S.M. del XIV Corpo d'armata a Podgorica. Si sottrasse alla cattura da parte dei tedeschi raggiungendo la Divisione "Venezia". Comandò la 3ª Brigata della Divisione Garibaldi.
Morì durante l'evacuazione di Pljevlja che seguì all'operazione antipartigiana Kügelblitz avviata dai Tedeschi nell'inverno del 1943. La 3ª Brigata fu attaccata da autoblinde e carri armati che causarono numerosi morti e feriti. Il maggiore Piva fu gravemente ferito ad una gamba da una scheggia di cannone e morì poco dopo aver disposto lo sganciamento del reparto.
Salutato da eroe dal comandante del II Korpus dell'EPLJ Peko Dapčević, fu insignito della Medaglia d'Oro al Valor Militare alla memoria. 